# كريس الغير مألوف
كريس الغير مألوف (بالإنجليزية: Peculiar Chris)‏ هي رواية تتعامل مع مواضيع مثلية الجنس من تأليف يوهان إس لي، التي نشرتها كانون انترناشيونال  في عام 1992 في سنغافورة.
كتب لي روايته الأولى،:54 أثناء تأدية خدمته الوطنية في سنغافورة في سن 19, والتي تم نشرها بعد عام. يتحدث الكتاب عن سن الرشد وخروج كريس من خلال تجربته بعد وفاة والده و وفاة عشيقه صموئيل:54 بسبب الإيدز. يلتقي كريس بعشيقه الأول، كينيث، في سنغافورة، حيث سافر كينيث من إندونيسيا للدراسة. ثم  يلتقي بعشيقه الثاني، جاك، في سيدني بعد أن سافر إلى أستراليا ليعلن عن شذوذه ، ويغادر إلى لندن، مسقط رأس موريس، بعد وفاة صموئيل. كما أنه جدير بالملاحظة لتوثيق ردة فعل البيروقراطية العسكرية عندما يعلن الجندي شذوذه في سنغافورة.
تُرجم الكتاب إلى الإيطالية عام 1997، تحت العنوان المختصر «كريس».
قام الكاتب المسرحي السنغافوري ألفيان ساعت بتحويل الرواية إلى مسرحية «النهايات السعيدة» (بالإنجليزية: Happy Endings)‏: الأولاد الآسيويون المجلد 3. تم تنظيمها من قبل ويلد رايس [الإنجليزية]، وهي شركة مسرحية في سنغافورة، في الفترة من 11 إلى 29 يوليو 2007.
أُعيد طباعته في عام 2008.